# Zaroślak czarnolicy
Zaroślak czarnolicy (Atlapetes tricolor) – gatunek małego ptaka z rodziny pasówek (Passerellidae). Endemit o niewielkim zasięgu występowania w północno-zachodniej części Ameryki Południowej, na stokach Andów. Jest uznawany za gatunek najmniejszej troski.

## Systematyka

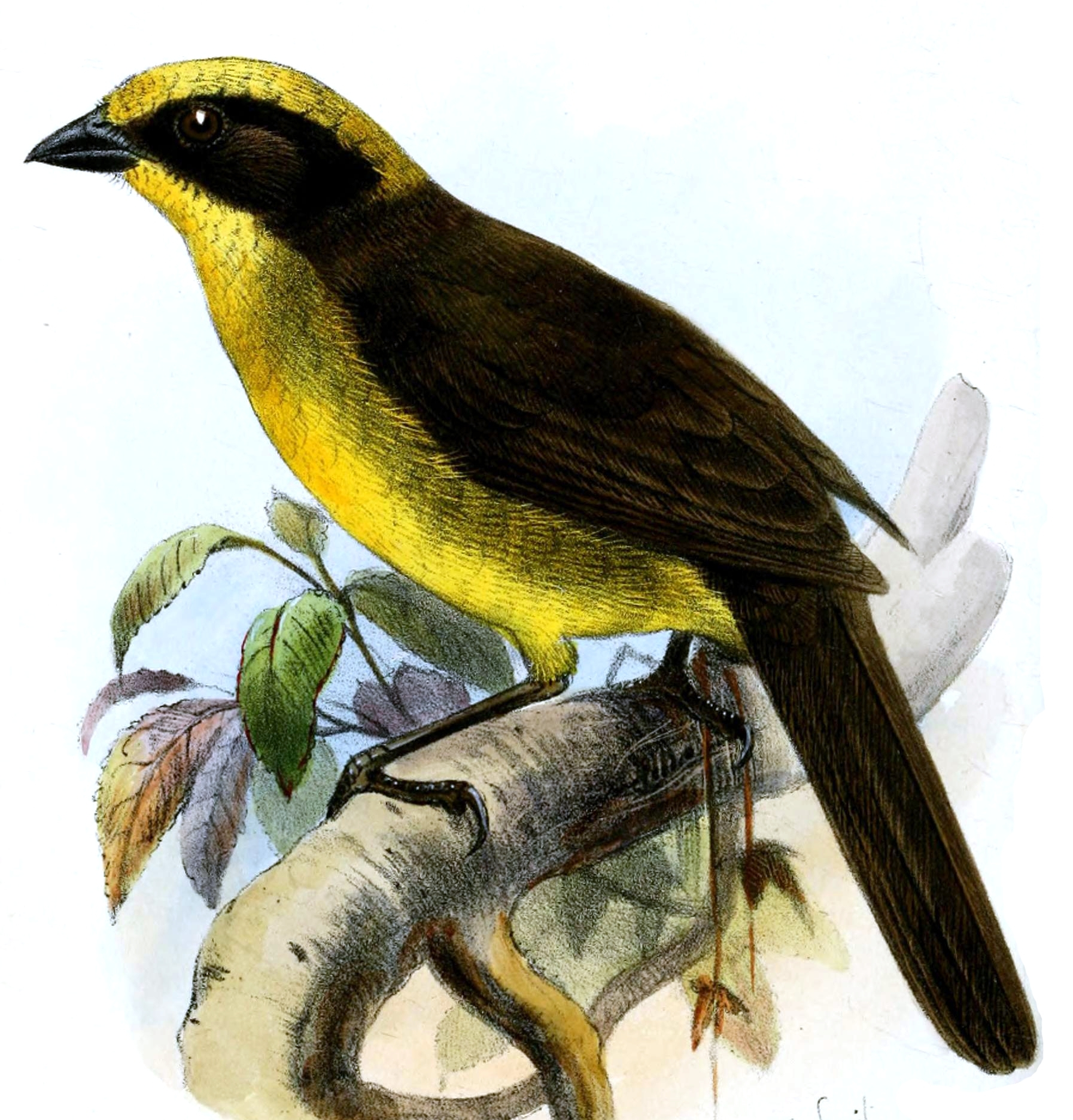
Ilustracja Josepha Smita dołączona do pierwszego opisu

Gatunek po raz pierwszy zgodnie z zasadami nazewnictwa binominalnego opisał Władysław Taczanowski, nadając mu nazwę Buarremon tricolor. Jako miejsce typowe autor wskazał Chilpes, Paltaypampa, Ninabamba, Pumarca i Tempobata w regionie Junín, w Peru.
Systematyka gatunku jest sporna. Cornell Lab of Ornithology, Handbook of the Birds of the World (HBW) oraz autorzy Kompletnej listy ptaków świata wyróżniają dwa podgatunki:
- A. t. crassus Bangs, 1908 – zaroślak złotołbisty
- A. t. tricolor (Taczanowski, 1875) – zaroślak czarnolicy.

IOC oraz autorzy wykorzystywanej przez IUCN listy ptaków opracowywanej we współpracy BirdLife International z autorami HBW (wersja z grudnia 2021 roku) klasyfikują je jako osobne gatunki.

### Etymologia
- Atlapetes: połączenie słowa Atlas z gr. πετης petēs – „lotnik”, πετομαι petomai – „latać”[11].
- tricolor: łac. tricolor – „trójkolorowy”[12]

## Morfologia
Nieduży ptak ze średniej wielkości, grubym u nasady dziobem w kolorze czarnym. Szczęka i żuchwa są lekko zakrzywione. Tęczówki z wyrazistym czerwonobrązowawym odcieniem. Nogi od szarawych do ciemnoczarnych. Boki głowy czarne. Czoło, ciemię i potylica żółte. Gardło, podgardle, dolna część szyi, pierś i górna część brzucha żółte. Górna część ciała od oliwkowej do ciemnoszarej. Dolna część brzucha, boki i kuper przechodzące w barwę oliwkową. Ogon czarniawy. Pokrywy i skrzydła ciemnoszare z lotkami o oliwkowych obrzeżach. Brak dymorfizmu płciowego. Młode osobniki mają matową, ciemnordzawą czapeczkę, ciemnobrązowy grzbiet i brązowawe części dolne ciała. Podgatunek crassus ma nieco większy dziób, ciemniejszy wierzch ciała, płowozłoty pas na wierzchu głowy oraz bardziej intensywnie oliwkowy spód ciała. Długość ciała z ogonem 16–18 cm; masa ciała 29,5–40 g.

## Zasięg występowania

Zasięg występowania podgatunku crassus

Zaroślak czarnolicy występuje tylko na niewielkim obszarze w północno-zachodniej części Ameryki Południowej. Podgatunek nominatywny występuje we wschodnich Andach środkowego Peru od regionu La Libertad do regionów Cuzco i Junín. A. t. crassus zamieszkuje stoki Andów Północnych od departamentu Antioquia w Kolumbii na południe do prowincji Esmeraldas, El Oro, Azuay, Cotopaxi i Loja w Ekwadorze.

## Ekologia
Zaroślak czarnolicy jest gatunkiem endemicznym. Jego głównym habitatem są obszary zakrzewione, wtórne lasy, obrzeża lasu wilgotnego, rzadkie lasy mgliste. Podgatunek nominatywny występuje na wysokościach od 700 do 3050 m n.p.m., natomiast A. t. crassus na wysokościach 600–2300 m n.p.m. (BirdLife International podaje zakres wysokości 700–2200 m n.p.m.).
Brak informacji o szczegółach diety. Żeruje na wysokościach 1–10 m nad poziomem gruntu, zwykle powyżej 5 m. Występuje zazwyczaj pojedynczo lub w parach, w Ekwadorze łączy się w niewielkie stada z innymi gatunkami.

### Rozmnażanie
Nie ma wielu informacji o gniazdowaniu, rozmnażaniu i wychowywaniu piskląt. Jedno zbadane gniazdo miało kształt filiżanki i umieszczone było w pobliżu ziemi w zgniłym pniu; w środku znajdowało się jedno białe jajo z gęstym plamkowaniem.

## Status
W Czerwonej księdze gatunków zagrożonych IUCN od 2016 roku zaroślak czarnolicy i zaroślak złotołbisty (A. t. crassus) klasyfikowane są jako osobne gatunki; oba zaliczane są do kategorii najmniejszej troski (LC – Least Concern). Zasięg występowania według szacunków organizacji BirdLife International obejmuje 78,8 tys. km² dla zaroślaka czarnolicego i 85,6 tys. km² dla zaroślaka złotołbistego. Liczebność populacji tych taksonów nie została oszacowana, ale ptaki te opisywane są jako dość pospolite. BirdLife International uznaje trend liczebności ich populacji za spadkowy ze względu na niszczenie siedlisk.